# یائومبایوو
یائومبایوو (به لاتین: Yaumbayevo) یک منطقهٔ مسکونی در روسیه است که در باشقیرستان واقع شده‌است.